# 竹内純一
竹内 純一（たけうち じゅんいち、1954年9月7日 - ）は、日本の裁判官、公証人。旭川地方裁判所所長等を経て、札幌高等裁判所部総括判事を務めた。

## 人物・経歴
北海道生まれ。北海道大学卒業後、1981年新潟地方裁判所判事補。1984年東京地方裁判所判事補。1987年青森地方裁判所弘前支部判事補。1990年名古屋地方裁判所判事補。1991年同判事。1993年釧路地方裁判所北見支部長。1995年東京地方裁判所判事。1998年札幌高等裁判所判事。2002年横浜地方裁判所判事。2005年千葉地方裁判所佐倉支部判事。2007年千葉地方裁判所佐倉支部長。2009年東京家庭裁判所部総括判事。2012年東京高等裁判所判事。2013年静岡地方裁判所沼津支部長。2014年旭川地方裁判所長、旭川家庭裁判所長。2016年札幌高等裁判所部総括判事。2019年依願退官、札幌中公証役場公証人。

## 裁判
- 第48回衆議院議員総選挙で一票の格差が争われた訴訟で、小選挙区の区割りを合憲として請求を棄却した[6][7]。
- 釧路市昭和中央土地区画整理組合の組合員が賦課金未払いによる土地差し押さえの取り消し等を求めた訴訟で、時効の完成を認めず処分を適法と判示した[8]。